# ويليام كينيث هارتمان
ويليام كينيث هارتمان (بالإنجليزية: William Kenneth Hartmann)‏‏ (6 يونيو 1939 في نيو كنسينغتون - ) عالم فلك، وروائي، ويوفولوجي، وفنان، وكاتب خيال علمي من الولايات المتحدة.

## الجوائز
- وسام كارل ساغان
- جائزة غروف كارل غيلبرت [الإنجليزية]‏

## روابط خارجية
- ويليام كينيث هارتمان على موقع IMDb (الإنجليزية)
- ويليام كينيث هارتمان على موقع الموسوعة البريطانية (الإنجليزية)